# Арбідол
Уміфеновір (МНН — Umifenovirum, umifenovir, відомий під торговою маркою Арбідол) — противірусний препарат з недоведеною ефективністю. За інформацією виробника препарат має імуномодулюючу дію.. Продається лише на території колишнього Радянського Союзу і в Китаї.

## Інформація виробника

### Фармакологічні властивості
Арбідол — синтетичний противірусний препарат, що має імуномодулюючу дію. Механізм дії препарату полягає у запобіганню проникнення вірусу в клітини шляхом пригнічення злиття ліпідної оболонки вірусу з мембраною клітин людини. Арбідол сприяє виробленню інтерферонів клітинами організму, стимулює гуморальні та клітинні реакції імунітету, посилює фагоцитарну функцію макрофагів та підвищує стійкість організму до вірусних інфекцій. До арбідолу чутливі віруси грипу, парагрипу, тяжкого гострого респіраторного синдрому, ротавіруси.

#### Фармакодинаміка
Арбідол швидко всмоктується в шлунково-кишковому тракті, максимальна концентрація в крові досягається протягом 72—90 хвилин. Біодоступність арбідолу не досліджена. Препарат добре розподіляється в тканинах та рідинах організму, найбільша концентрація спостерігається в печінці. Немає даних з проникнення арбідолу через гематоенцефалічний бар'єр, через плацентарний бар'єр та виділення в грудне молоко. Препарат частково метаболізується в печінці. Виділяється арбідол з організму переважно з калом у незміненому вигляді, частково виділяється у вигляді неактивних метаболітів з калом та з сечею. Період напіввиведення препарату складає 17—21 годину, немає даних про збільшення цього часу при печінковій та нирковій недостатності.

### Показання до застосування
Арбідол застосовується при грипі типу А та В, тяжкому гострому респіраторному синдромі, ГРВІ, вторинних імунодефіцитних станах, комплексному лікуванні бронхіту та пневмонії, для профілактики післяопераційних інфекційних ускладнень та нормалізації імунного статусу та у комплексному лікуванні ротавірусної інфекції у дітей.

### Побічна дія
При застосуванні арбідолу можливі алергічні реакції — висипання на шкірі, кропивниця.

### Протипокази
Арбідол протипоказаний при підвищеній чутливості до препарату, при вагітності та годуванні грудьми. Препарат не застосовується дітям віком до 2 років.

### Форми випуску
Арбідол випускається у вигляді таблеток по 0,1 г. та желатинових капсул по 0,05 та 0,1 г.

## Критика медичним співтовариством
На думку віце-президента російського Товариства спеціалістів доказової медицини, доктора медичних наук, професора Василя Власова, арбідол не пройшов достатніх клінічних досліджень, а тому його вплив на організм не доведено. Ряд аналізів літератури з клінічних досліджень ефективності арбідола також закінчується висновками про недостатню обґрунтованість призначення арбідола для лікування грипу.
Звіт Всесвітньої організації охорони здоров'я за 2010 рік свідчить, що наявні дослідження ефективності арбідола є недостатніми, оскільки методики цих досліджень є закритими і не можуть бути оціненими незалежно.
Арбідол продається лише на території колишнього Радянського Союзу і в Китаї.

## Заборона реалізації препарату на території України
17 жовтня 2014 року активісти пікетували Міністерство охорони здоров'я України із вимогою призупинення продажу арбідолу в Україні. Учасники протесту повідомляли про корумпованість Державної служби України з лікарських засобів, що сприяє поширенню в Україні препарату із недоведеною ефективністю. 14 жовтня 2014 року СБУ почало розслідування фактів зловживання службовим становищем посадових осіб під час реєстрації та перереєстрації лікарського засобу «Арбідол». 27 жовтня 2014 року Державна служба з лікарських засобів України своїм розпорядженням призупинила реалізацію та застосування Арбідолу в Україні на підставі факту закінчення дії реєстраційного посвідчення лікарського засобу без згадок про безпеку або ефективність даного лікарського засобу. У розпорядженні зазначено, що подальше використання даного препарату в Україні можливе лише за умов його перереєстрації в Україні та повторного внесення у реєстр лікарських засобів. Станом на 2021 рік на території України арбідол виробляється низкою українських фармацевтичних підприємств, та продається під кількома торговими назвами, зокрема «Арбівір-Здоров'я», «Арпефлю» та «Імустат».

## Експериментальне застосування в лікуванні коронавірусної хвороби 2019
Проводилися дослідження можливої противірусної дії препарату в лікуванні коронавірусної хвороби 2019. Одне з проведених досліджень навіть показало, що монотерапія арбідолом може бути кращою за терапію лопінавіром / ритонавіром при лікуванні цієї хвороби. Виявлено повне щезнення коронавірусу у хворих, що отримували арбідол, на відміну від тих, хто отримував лопінавір / ритонавір. Проведене інше дослідження показало, що арбідол може прискорити та посилити процес вірусного кліренсу, покращити вогнищеву абсорбцію, що виявлено на рентгенологічних знімках, і зменшити необхідність кисневої терапії при госпіталізації. Ці ефекти були особливо вираженими у пацієнтів із легким захворюванням при вступі.
19 лютого 2020 року національна комісія охорони здоров'я Китаю включила препарат арбідол до попереднього плану лікування коронавірусної хвороби 2019. Препарат застосовувався у схемах лікування коронавірусної інфекції у Чунціні, Шанхаї, Жуйцзіні, провінціях Чжецзян та Хубей. Проте після проведених клінічних досліджень у Китаї встановлено, що арбідол, як і лопінавір/ритонавір, є неефективними в лікуванні легких та середньотяжких форм хвороби.